# Uthmöden

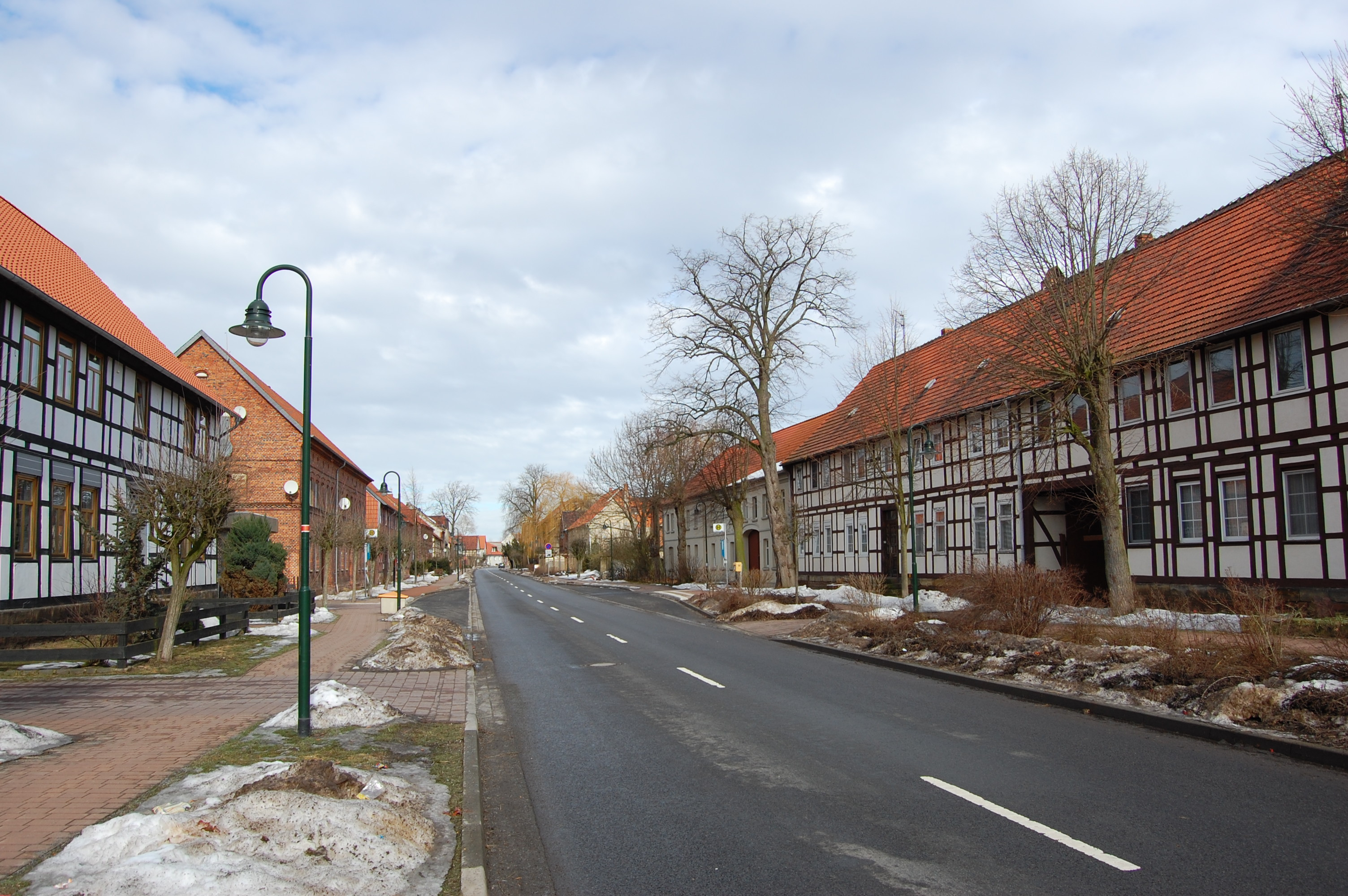
Lange Straße in Uthmöden

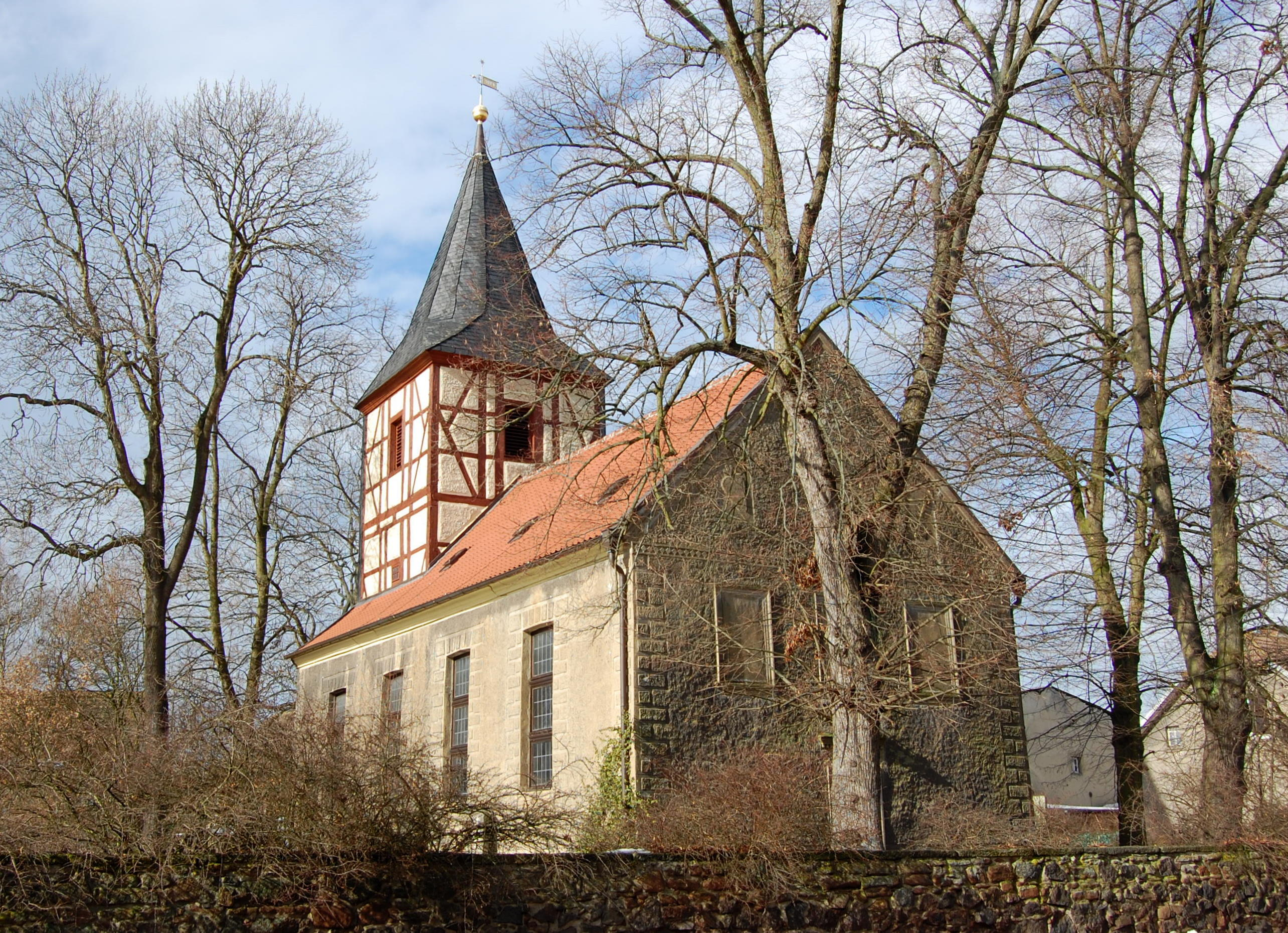
Dorfkirche Uthmöden

Uthmöden ist ein Ortsteil der Stadt Haldensleben im Landkreis Börde in Sachsen-Anhalt. Im Jahr 2017 hatte der Ort  446 Einwohner.

## Lage
Das Dorf liegt abgelegen von größeren Verkehrswegen nordwestlich der Stadt und ist in Form eines Straßendorfs erbaut. Im Süden grenzt das ebenfalls zu Haldensleben gehörende Dorf Satuelle an. Westlich des Dorfes verlaufen Ohre und Mittellandkanal, etwas weiter östlich erstrecken sich die ausgedehnten Waldgebiete der Colbitz-Letzlinger Heide. Uthmöden hat 542 Einwohner. Die Gemarkung umfasst 15,59 km². Die Dorfstellen der wüst gewordenen Dörfer Lindern und Dolzin liegen östlich von Uthmöden. Im Norden liegt Calvörde.

## Geschichte
Uthmöden wurde erstmals 1343 als Uhtmode urkundlich erwähnt. Weitere Nennungen in Urkunden waren 1347 Otmude, 1443 Utmode und 1539 Uthmoede.
Uthmöden gehörte mit einigen anderen, zum Teil heute wüsten Dörfern, im Mittelalter und der frühen Neuzeit zum sogenannten Halbgericht, eines zwischen dem Erzstift Magdeburg und dem Haus Braunschweig umstrittenen Gebiets, das 1587 von Johannes Krabbe kartographisch erfasst wurde. Aufgrund dieser Situation kam es auch wiederholt zu Auseinandersetzungen. Im Jahre 1571 wurde von Herzog Julius von Braunschweig das Halbgericht, dazu gehörten auch Zobbenitz, Dorst, Born und Uthmöden, mit Calvörde zum Amt Calvörde vereinigt, welches bis 1945 als braunschweigische Enklave im preußischen Gebiet lag. Die Kirche gehört auch heute noch zur braunschweigischen Landeskirche.
Am 16. Januar 1586 weilte der Calvörder Amtmann Johann Schoppe zu einer Hochzeit in Uthmöden. Als Rache für vorhergehende Auseinandersetzungen ließ der erzstiftische Hauptmann zu Wolmirstedt, Georg von Lange das Haus von 450 Bewaffneten umstellen und den Amtmann verhaften. Dabei wurden auch Uthmöder Bauern verletzt, Gebäude beschädigt und Flachs und Esswaren sowie zwei Pferde und zwei Büchsen geraubt. Hofstellenbestand des Dorfes im 18. Jahrhundert: 19 Ackerleute, 2 Halbspänner, 12 Kotsassen und 2 Brinksitzer.
1945 kam Uthmöden vom braunschweigischen Landkreis Helmstedt zunächst zum Landkreis Gardelegen (ab 1947 im neu gegründeten Land Sachsen-Anhalt) und 1950 zum Landkreis Haldensleben, der mit der Bezirksreform von 1952 dem Bezirk Magdeburg zugeordnet wurde.

## Religion
Die Dorfkirche Uthmöden, die einzige Kirche in Uthmöden, gehört zum evangelisch-lutherischen Pfarrverband Calvörde-Uthmöden, der seinen Sitz an der St.-Georgs-Kirche in Calvörde hat. Der Pfarrverband Calvörde-Uthmöden gehört zur Propstei Vorsfelde der Evangelisch-lutherischen Landeskirche Braunschweig.
Nachdem infolge der Flucht und Vertreibung Deutscher aus Mittel- und Osteuropa 1945–1950 auch im seit der Reformation evangelisch-lutherisch geprägten Uthmöden wieder Katholiken in größerer Zahl zugezogen waren, folgte 1962 im Haus Kleegartenstraße 6 die Einrichtung einer katholischen Kapelle. Zur Errichtung einer katholischen Kirchengemeinde kam es in Uthmöden nicht, die Kapelle wurde von Geistlichen der Pfarrei Haldensleben I (St. Liborius) betreut. Vor 2010 wurde die Kapelle wieder aufgegeben und profaniert, die nächstliegenden katholischen Kirchen sind heute die Heilig-Kreuz-Kirche in Calvörde und die St.-Liborius-Kirche in Haldensleben.

## Politik
Der Ort war bis 16. Juli 1992 eine eigenständige Gemeinde und wurde dann nach Haldensleben eingemeindet. In Uthmöden existiert ein Ortschaftsrat und die Ortsbürgermeisterin ist Marie Ohrdorf.
Mitglieder des Ortschaftsrates:
- Frank Schulze
- Oliver Schoppmann
- Christopher Appel
- Johannes Kusian
- Beate Rieke
- Marie Ohrdorf

## Bauwerke
Mehrere Gebäude im Ort stehen unter Denkmalschutz. Zu nennen ist hier die 1750 entstandene Dorfkirche Uthmöden mit dem auf dem Kirchhof befindlichen Kriegerdenkmal. Große Teile der Straßenzüge Lange Straße und Kurze Straße stehen gleichfalls unter Denkmalschutz. Hervorzuheben ist der große Bauernhof Kurze Straße 24 sowie das Bauernhaus mit Taubenturm in der Langen Straße 52.

## Persönlichkeiten
Der Komponist und Pädagoge Johann Joachim Wachsmann (1787–1853) wurde in Uthmöden als Sohn des örtlichen Küsters geboren.